# De afstamming van de mens

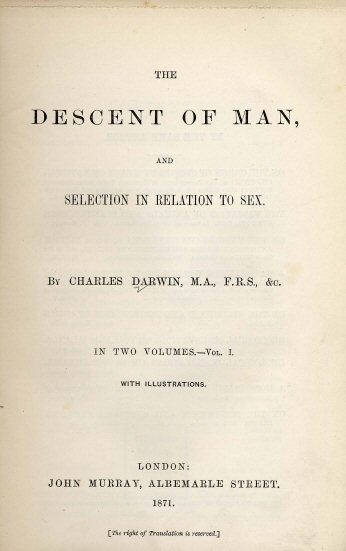
Voorblad van de eerste editie

De afstamming van de mens - en selectie in relatie tot sekse (Engels: The Descent of Man, and Selection in Relation to Sex) is een boek van Charles Darwin, dat gepubliceerd werd in 1871. Een tweede druk verscheen in 1882. Het werd in 1871 voor het eerst in het Nederlands vertaald door Hermanus Hartogh Heijs van Zouteveen onder de titel De afstamming van den mensch en de seksueele teeltkeus.
Dit boek was revolutionair omdat het de mens terughaalde naar het dierenrijk en de mens daarmee zijn speciale positie boven het dierenrijk verloor. Ook werd voor het eerst geopperd dat aapachtigen en mensen dezelfde voorouder hebben. Ook valt dit boek het idee van de Franse filosoof René Descartes aan dat de mens een ziel heeft. De conclusies van dit boek maken het onverklaarbaar dat er in het evolutieproces plotseling iets immaterieels zoals een ziel ontstaan is.